# Ludwig Blum
Ludwig Blum, auch Hubert Franz Anton Blum (* 12. Juli 1814 in Zingsheim; † 29. Mai 1873 in Köln), war ein deutscher Pfarrer, Beamter und Politiker.

## Leben
Ludwig Blum besuchte das Gymnasium in Münstereifel und studierte Katholische Theologie in Bonn. Er besuchte das Priesterseminar in Köln und empfing 1839 die Priesterweihe. Danach war er zunächst Hilfsseelsorger in Düren. 1840 wurde er Repetent des katholischen Konviktoriums in Bonn und 1843 Pfarrer in Dürboslar. Dort war er auch Direktor des landwirtschaftlichen Lokalvereins. Ab 1865 war er Regierungsrat und Schulrat in Köln.
Blum war von 1862 bis 1864 sowie von 1867 bis 1869 Mitglied des Preußischen Abgeordnetenhauses. Von 1867 bis 1871 war er außerdem Abgeordneter im  Reichstag des Norddeutschen Bundes für den Wahlkreis Köln 3 (Bergheim (Erft), Euskirchen). In dieser Eigenschaft war er gleichzeitig auch Mitglied des Zollparlaments. Er gehörte der Freikonservativen Partei an.